# Unaysaurus tolentinoi
L’unaysauro (Unaysaurus tolentinoi) è un dinosauro erbivoro appartenente ai prosauropodi. Visse all'inizio del Triassico superiore (Carnico/Norico, circa 225 milioni di anni fa) e potrebbe essere uno dei più antichi dinosauri noti finora. I suoi resti sono stati ritrovati in Brasile, nel geoparco noto come “Paleorrota”.

## Descrizione
Lungo circa 2,5 metri e alto circa 70 centimetri, questo dinosauro aveva dimensioni piuttosto modeste se rapportate a quelle dei suoi parenti più stretti, come Plateosaurus. Il peso doveva aggirarsi sui 70 chilogrammi. I fossili ben conservati comprendono un cranio completo di mandibola e uno scheletro parziale associato, con gran parte delle ossa ancora in connessione anatomica. Le zampe anteriori erano armate di lunghi artigli ricurvi, mentre quelle posteriori erano molto più lunghe e robuste. Il cranio era dotato di denti relativamente deboli, e ciò connoterebbe questo dinosauro come un erbivoro.

## Classificazione
I resti fossili di Unaysaurus furono scoperti nel 1998 e vennero descritti nel 2004; i paleontologi attribuirono i resti al gruppo dei prosauropodi, che comprende dinosauri dalle caratteristiche primitive vissuti tra il Triassico e il Giurassico inferiore, e considerati vicini all'origine dei giganteschi sauropodi. In particolare, Unaysaurus è molto simile al ben noto Plateosaurus vissuto in Europa. È probabile che queste specie si diffusero piuttosto facilmente nell'antico supercontinente Pangea.

## Orizzonte stratigrafico
I fossili di Unaysaurus sono stati ritrovati nella regione di Rio Grande do Sul, nei pressi della città di Santa Maria, e provengono dai terreni rossi della formazione Caturrita, nella quale sono stati ritrovati altri dinosauri primitivi come Saturnalia. Altri due antichi dinosauri, Staurikosaurus e Teyuwasu, sono stati scoperti a non molta distanza.

## Significato del nome
Il nome Unaysaurus deriva dalla parola unay, che nella locale lingua tupi significa “acqua nera”: un riferimento a Agua Negra, il nome portoghese della regione in cui sono stati ritrovati i fossili. L'epiteto specifico, tolentinoi, si riferisce a Tolentino Marafiga, che scoprì i fossili sul fianco di una strada.